# Sara Saftleven
Sara Saftleven (Utrecht, 26 de mayo de 1645-Naarden, 1702), fue una pintora neerlandesa del siglo de oro neerlandés.

## Biografía
Era hija del pintor de paisajes Herman Saftleven, quién le enseñó a pintar. Primero estuvo casada con Jacob Adriaensz Broers en 1671 quién murió seis años más tarde. En 1685 volvió a contraer matrimonio con el capitán Paul Dalbach, el cual falleció en 1691. De nuevo se casó por tercera y última vez el año 1692 con el alcalde de Naarden, Jacob Ploos, que murió dos años más tarde, no tuvo hijos. Sus pinturas de bodegones de flores no son conocidas actualmente y dos únicos dibujos se encuentran en el Museo Boymans Van Beuningen.